# Маріон (Вірджинія)
Маріон (англ. Marion) — місто (англ. town) в США, в окрузі Сміт штату Вірджинія. Населення — 5751 особа (2020).

## Географія
Маріон розташований за координатами 36°50′20″ пн. ш. 81°30′50″ зх. д. / 36.83889° пн. ш. 81.51389° зх. д. (36.838791, -81.513897).  За даними Бюро перепису населення США в 2010 році місто мало площу 10,76 км², з яких 10,68 км² — суходіл та 0,08 км² — водойми.

## Демографія
Згідно з переписом 2010 року, у місті мешкало 5968 осіб у 2491 домогосподарстві у складі 1484 родин. Густота населення становила 555 осіб/км².  Було 2822 помешкання (262/км²).
Расовий склад населення:
| - 89,4 % — білих - 7,1 % — чорних або афроамериканців - 0,6 % — азіатів - 0,2 % — корінних американців - 1,0 % — осіб інших рас |

До двох чи більше рас належало 1,7 %. Частка іспаномовних становила 2,5 % від усіх жителів.
За віковим діапазоном населення розподілялося таким чином: 19,5 % — особи молодші 18 років, 60,8 % — особи у віці 18—64 років, 19,7 % — особи у віці 65 років та старші. Медіана віку мешканця становила 42,5 року. На 100 осіб жіночої статі у місті припадало 87,7 чоловіків;  на 100 жінок у віці від 18 років та старших — 84,2 чоловіків також старших 18 років.
Середній дохід на одне домашнє господарство  становив 47 056 доларів США (медіана — 31 210), а середній дохід на одну сім'ю — 61 817 доларів (медіана — 43 304). Медіана доходів становила 40 400 доларів для чоловіків та 26 016 доларів для жінок. За межею бідності перебувало 22,9 % осіб, у тому числі 35,8 % дітей у віці до 18 років та 10,8 % осіб у віці 65 років та старших.
Цивільне працевлаштоване населення становило 2440 осіб. Основні галузі зайнятості: освіта, охорона здоров'я та соціальна допомога — 34,6 %, роздрібна торгівля — 15,1 %, виробництво — 8,9 %, мистецтво, розваги та відпочинок — 8,7 %.